# Teatrul Agon
Teatrul Agon este un teatru independent din Constanța înființat în vara anului 2010 odatǎ cu premiera piesei "Efectul razelor gamma asupra anemonelor", regizatǎ de Gavril Borodan.